# Carl von Ledebur (Maler)
Carl Eberhard Constantin Freiherr von Ledebur, auch Karl von Ledebur (* 27. Februar 1864 auf Schloss Crollage in Holzhausen bei Preußisch Oldendorf, Kreis Lübbecke; † 8. April 1922 in Potsdam), war ein deutscher Landschafts- und Genremaler der Düsseldorfer Schule.

## Leben
Carl von Ledebur, Spross des westfälischen Adelsgeschlechtes Ledebur, war eines von zwölf Kindern des Gutsbesitzers und preußischen Abgeordneten Albrecht von Ledebur (1827–1899) und dessen Ehefrau Marie, geborene Freiin von der Recke (1833–1876). Seine Schwestern waren die Malerinnen Julie und Luise von Bodelschwingh.
In den Jahren 1886 und 1887 studierte Carl von Ledebur Malerei an der Kunstakademie Düsseldorf. Dort waren Adolf Schill und Heinrich Lauenstein seine Lehrer. Weitere künstlerische Ausbildung erhielt er in Weimar und München. Am 10. Juni 1892 heiratete er in Zschachwitz Elisabeth, geborene von Kyaw. Das Paar hatte zwei Kinder.
Umfangreiche Skizzenbücher, die er seit 1897 führte, zeigen Zeichnungen aus den Regionen an Lahn, Rhein und Aar, die er bereiste. Um 1903/1904 hielt er sich lange im Raum Diez auf.